# Eilema pallida
Eilema pallida là một loài bướm đêm thuộc phân họ Arctiinae, họ Erebidae.